# Tempel van Victoria
De Tempel van Victoria (Latijn:Aedes Victoriae) was een tempel in het Oude Rome.

## Geschiedenis
De tempel was gewijd aan Victoria, de Romeinse godin van de overwinning. De Tempel van Victoria werd in 304 of 303 v.Chr. door consul Lucius Postumius Megellus aan de godin beloofd, nadat hij de Samnieten had verslagen. Postumius Megellus betaalde de tempel met geld dat hij had verkregen door boetes op te leggen tijdens zijn aedileschap en van zijn aandeel in de Samnitische oorlogsbuit. De tempel werd in 294 v.Chr. voltooid en op 1 augustus ingewijd, toevallig in het jaar dat Postumius Megellus opnieuw consul was en wederom een oorlog tegen de Samnieten uitbrak.

## De tempel
De Tempel van Victoria stond op een platform op de Germalus, een heuveltop van de Palatijn. Er direct naast stond de Tempel van Cybele. Terwijl deze gebouwd werd tussen 204 en 191 v.Chr. werd de heilige zwarte steen van Cybele tijdelijk in de Tempel van Victoria bewaard. Cato de Oudere bouwde later nog een apart altaar voor Victoria Virgo in de buurt van de tempel.
De tempel werd aan het begin van de 1e eeuw v.Chr. herbouwd, mogelijk na een grote brand in 111 v.Chr. Vanaf deze herbouw, en mogelijk zelfs eerder, was het een peripterus tempel, met zuilen in de Korinthische orde van 11,2 meter hoog. Een gedeeltelijk bewaard gebleven inscriptie vermeldt nog een latere restauratie door keizer Augustus. De tempel is in de vijfde eeuw afgebroken, waarna op het tempelpodium een waterreservoir werd gebouwd.

## Restanten
In de 20e eeuw is een deel van het podium van de tempel opgegraven. Ook enkele fragmenten van zuilen en het hoofdgestel van travertijn zijn teruggevonden. Op de restanten van het podium staan nog enkele stenen blokken van het vijfde-eeuwse reservoir.